# 中部國際空港連絡鐵道
中部國際空港連絡鐵道（日语：／ Central Japan International Airport Line Company,Ltd */?），簡稱中部國際空港連絡鐵道，是一家由名古屋鐵道、日本政策投資銀行、 中部電力、三菱日聯銀行、東海旅客鐵道、豐田汽車公司等及愛知縣、名古屋市所合組的第三部門鐵路公司、第三種鐵道事業公司。

## 年表
- 1999年（平成11年）6月17日：中部國際空港連絡鐵道株式會社設立。
- 2004年（平成16年）10月16日：常滑 - 中部國際機場間僅對機場人員開放。
- 2005年（平成17年）1月29日：常滑 - 中部國際機場間一般客運業務開始。
- 2005年（平成17年）2月17日：中部國際機場開港。
- 2006年（平成18年）1月30日：愛知縣名古屋市總部中村區名站（日语：名駅）遷至愛知縣名古屋市中區丸之內。

## 路線列表
中部國際空港連絡鐵道僅持有下列路線，沒有營運列車，為第3種鐵道事業者。以下路線全部都由第2種鐵道事業者營運列車。
| 路線記號 | 中文線名 | 日文線名 | 第2種鐵道事業者 | 起點         | 終點                 | 距離（公里） |
| -------- | -------- | -------- | --------------- | ------------ | -------------------- | ------------ |
| TA       | 機場線   |          | 名古屋鐵道      | 常滑（TA22） | 中部國際機場（TA24） | 4.2          |

## 外部連結
- 中部國際空港連絡鐵道 （日文） （页面存档备份，存于）